# Saint-Symphorien-d'Ozon
Saint-Symphorien-d'Ozon är en kommun i departementet Rhône i regionen Auvergne-Rhône-Alpes i östra Frankrike. Kommunen ligger i kantonen Saint-Symphorien-d'Ozon som tillhör arrondissementet Lyon. År 2022 hade Saint-Symphorien-d'Ozon 6 076 invånare.

## Befolkningsutveckling
Antalet invånare i kommunen Saint-Symphorien-d'Ozon
| Referens: INSEE |